# نايجل سبنسر
نايجل سبنسر هو مترجم وشاعر كندي، ولد في القرن العشرين.